# Pasta antifeixista
La pasta antifeixista és un plat de celebració cada 25 de juliol especialment a Itàlia, dia en el qual s'elabora aquest plat a base de pasta, amanida amb salsa i parmesà. Aquest dia es commemora la data de caiguda del règim feixista de Mussolini el 25 de juliol de 1943.

## Origen
La pasta antifeixista és una tradició popular nascuda a Itàlia durant la Segona Guerra Mundial. Es remunta al 25 de juliol de 1943, quan Benito Mussolini va ser deposat i arrestat. L'endemà, 26 de juliol, va néixer el govern de Pietro Badoglio. La notícia va ser rebuda amb alegria i entusiasme per la població, esperançada pel final de la dictadura i el conflicte, que, però, continuaria amb la República Social Italiana, l'ocupació alemanya i anys de violència, guerra i lluita per l'alliberament. Per exemple, el 28 de juliol va tenir lloc la massacre de Reggiane a Reggio Emilia, durant la qual els soldats van disparar contra els treballadors de les Officine Meccaniche Reggiane, matant nou persones.

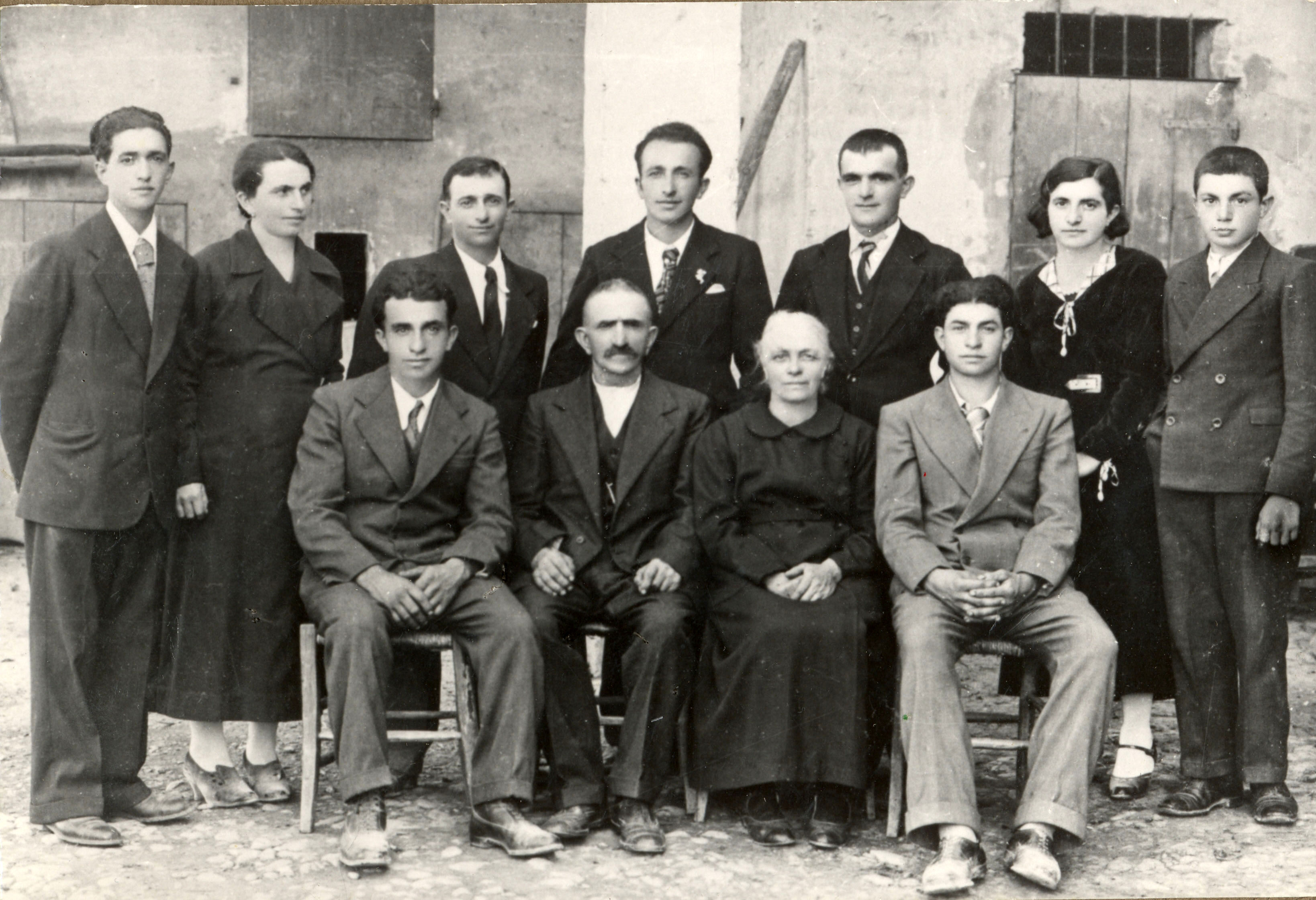
La família Cervi

El 25 de juliol, la família Cervi, que tornava de la feina al camp, es va assabentar de la destitució de Mussolini i va decidir celebrar-ho i distribuir pasta gratuïtament a la població. Després de 21 anys, la dictadura feixista semblava que estava arribant a la seva fi i l'esperança d'una llibertat recentment trobada tornava.
| «              | (italià) Ma è sempre Aldo che ci dice di far esplodere la contentezza, intanto si vedrà. E propone: papà, offriamo una pastasciutta a tutto il paese. Bene dico io, almeno la mangia. E subito all’organizzazione. Prendiamo il formaggio dalla latteria, in conto del burro che Alcide Cervi si impegna a consegnare gratuitamente per un certo tempo quanto basta. La farina l’avevamo in casa, altri contadini l’hanno pure data, e sembrava che dicesse mangiami, ora che il fascismo e la tristizia erano andati a ramengo. Facciamo vari quintali di pastasciutta, insieme alle altre famiglie. Le donne si mobilitano nelle case, intorno alle caldaie, c’è un grande assaggiare la cottura, e il bollore suonava come una sinfonia. Ho sentito tanti discorsi sulla fine del fascismo, ma la più bella parlata è stata quella della pastasciutta in bollore. | (català) Però sempre és l'Aldo qui ens diu que deixem que la felicitat exploti, ja veurem. I suggereix: Papa, oferim un plat de pasta a tot el poble. D'acord, dic, almenys se'l menjaran. I directament a l'organització. El formatge el recollirem de la lleteria, a compte de la mantega que l'Alcide Cervi promet lliurar gratuïtament durant un període determinat, segons calgui. Teníem la farina a casa, altres pagesos també la donaven, i semblava que digués mengeu-me, ara que el feixisme i la tristesa s'havien malgastat. Fem uns quants quintars de pasta, juntament amb les altres famílies. Les dones es mobilitzen a les cases, al voltant de les calderes, hi ha una gran degustació de la cocció, i la bullida sonava com una simfonia. He sentit molts discursos sobre la fi del feixisme, però el més bonic va ser el de la pasta bullida. | » |
| — Alcide Cervi | | |   |

Havent aconseguit farina, mantega i formatge, van carregar un carro i, en arribar a la plaça de Campegine, el van cuinar i el van distribuir a la població. La pasta es va preparar en grans quantitats i es va distribuir a tothom, sense distinció. Era un gest simbòlic per celebrar la fi de la dictadura i el començament de l'alliberament. La pasta es va convertir així en un símbol de la Resistència italiana.
La tradició de distribuir pasta amb motiu del Dia de l'Alliberament s'ha mantingut i encara és viva avui dia. El 25 de juliol té lloc una gran celebració a l'Institut Alcide Cervi de Gattatico (Reggio Emilia): l'Històric Festival de la Pasta Antifeixista de Casa Cervi. També s'ha creat una xarxa de productors de pasta antifeixista amb una sèrie d'esdeveniments en pobles i ciutats de tota Itàlia. La pasta antifeixista és un exemple de com el menjar, i un aliment senzill i popular com la pasta, pot ser un moment de comunió, humanitat i intercanvi social. La pasta antifeixista, doncs, continua sent un record i un símbol d'un moment important de la història italiana, un missatge d'esperança i humanitat per al progrés i per al futur.

## Recepta
Per elaborar la recepta de la pasta antifeixista s'ha de bullir aigua salada en una olla alta. Afegiu-hi la pasta i deixeu-la coure durant el temps de cocció.
Escorreu la pasta i transferiu-la a una paella preescalfada. Afegiu-hi un parell de cullerots d'aigua de cocció i remeneu-ho tot. Retireu-ho del foc i afegiu-hi la mantega i el parmesà, sense parar de remenar. Si cal, afegiu-hi una mica més d'aigua de cocció i serviu-ho.